# Józef Grundmann
Werner Józef Grundmann (* 13. Oktober 1934 in Breslau; † 28. März 1991 ebenda) war ein polnischer Radrennfahrer und nationaler Meister im Radsport.

## Sportliche Laufbahn
Józef Grundmann war im Bahnradsport aktiv. 1954, 1955, 1956 und 1958 gewann er die nationale Meisterschaft im Sprint. 1961 gewann er den Titel im Tandemrennen mit Augustyn Wachecki als Partner. 1957 holte er den Titel im Zeitfahren. 1954 war er Meister in der Einerverfolgung vor Jerzy Bek geworden. 1953, 1955, 1957 und 1958 wurde er Meister in der Mannschaftsverfolgung sowie 1953 und 1954 im Punktefahren. Er war vielfacher Rekordinhaber im polnischen Bahnradsport. Gemeinsam mit Zbysław Zając war er der erste polnische Bahnradfahrer, der nach dem Zweiten Weltkrieg an den Bahnradsport-Weltmeisterschaften 1955 teilnahm. 
Grundmann startete für die Vereine Gwardia Łódź, Gwardia Wrocław und Sparta Wrocław. Die Radrennbahn von Wrocław und ein Radrennen wurden nach ihm benannt.

## Berufliches
1961 wurde er Trainer im Radsport in verschiedenen polnischen Vereinen. Er trainierte unter anderem Janusz Kierzkowski.